# جولي بيرس
جولي بيرس (بالإنجليزية: Julie Piers)‏ هي لاعبة غولف أمريكية، ولدت في 16 سبتمبر 1962 في مقاطعة ويستتشستر في الولايات المتحدة.

## وصلات خارجية
- جولي بيرس على موقع رابطة لاعبات الغولف المحترفات (الإنجليزية)